# Colonia Jardín
Colonia Jardín – stacja metra w Madrycie, na linii 10. Znajduje się w dzielnicy Moncloa-Aravaca, w Madrycie i zlokalizowana jest pomiędzy stacjami Casa de Campo i Aviación Española. Została otwarta 22 października 2002.